# استان پارما

استان پارما (به ایتالیایی: Provincia di Parma) از استان‌های کشور ایتالیا است. استان پارما در شمال این کشور قرار دارد. مرکز این استان شهر پارما و زیرمجموعه ناحیه امیلیا-رومانیا می‌باشد. مساحت این استان ۳٬۴۴۹ کیلومتر مربع و جمعیت آن ۴۴۶٬۲۳۳ نفر است.